# Riljac
Riljac (em cirílico: Риљац) é uma vila da Sérvia localizada no município de Trstenik, pertencente ao distrito de Rasina, na região de Zapadno Pomoravlje. A sua população era de 581 habitantes segundo o censo de 2011.

## Demografia
| 1948 | 1953 | 1961 | 1971 | 1981 | 1991 | 2002 | 2011 |
| ---- | ---- | ---- | ---- | ---- | ---- | ---- | ---- |
| 1069 | 1071 | 1093 | 1107 | 1067 | 905  | 730  | 581  |